# Mount Vernon (Maryland)
Mount Vernon – jednostka osadnicza w Stanach Zjednoczonych, w stanie Maryland, w hrabstwie Somerset.